# Заміра Гаджієва
Заміра Ширалі кизи Гаджієва (азерб. Zamirə Şirəli qızı Hacıyeva, 18 липня 1963 ) — азербайджанська експатріантка, що проживає в Лондоні. Одружена з Джахангіром Гаджієвим, колишнім головою Міжнародного банку Азербайджану, який відбуває тюремний термін за фінансові злочини. 2018 року стала першою особою, щодо якої, за новим британським антикорупційним законом, застосовано Постанову про непояснені статки.
У суді стало відомо, що Гаджієва в лондонському універмазі Гарродс витратила 16,3 млн фунтів стерлінгів, а також зробила кілька інших екстравагантних покупок на суму в кілька мільйонів фунтів стерлінгів. Такі витрати, на думку британської влади, не відповідають офіційній зарплаті її чоловіка. 30 жовтня 2018 року її заарештовано британською поліцією на вимогу уряду Азербайджану про видачу.

## Життєпис
Заміра Гаджієва народилася 18 липня 1963 року. Від першого шлюбу має доньку Лейлу. 1997 році вийшла заміж за Джахангіра Гаджієва, який від 2001 до березня 2015 року був головою державного Міжнародного банку Азербайджану. У жовтні 2016 року його засуджено до 15 років позбавлення волі за звинуваченням у шахрайстві, розтраті і незаконному привласненні державних коштів на суму 2,2 млрд фунтів стерлінгів. У пари є двоє синів.

## Викрадення
У лютому 2005 року Гаджієву викрадено при виході зі салону краси в центрі Баку. Азербайджанські ЗМІ та Бі-Бі-Сі повідомляли, що викрадення вчинили співробітник поліції Гаджі Мамедов, оперативний співробітник Міністерства внутрішніх справ, і його охоронець, які входили до злочинного угруповання. Звільнено в березні того ж року внаслідок операції під кодовою назвою «Чорний пояс». У ході судового розгляду Мамедов стверджував, що він діяв за наказом Закіра Насірова, начальника Головного управління кримінального розшуку МВС Азербайджану.

## Переїзд у Британію
2006 році Гаджієва переїхала до Великої Британії і отримала там посвідку на проживання за візою інвестора. Згодом подала заявку на постійне проживання.
2016 року її заочно арештував азербайджанський суд у зв'язку з діяльністю її чоловіка. На початку листопада 2018 року Заміру Гаджієву арештовано в Лондоні на вимогу азербайджанської влади, яка вважає, що вона зберігає гроші, викрадені її чоловіком з Міжнародного банку Азербайджану. 8 листопада 2018 року Високий суд Лондона звільнив Гаджієву під заставу. У вересні 2019 року на засіданні у Вестмінстерському суді магістратів у Лондоні прийнято рішення відмовити в екстрадиції Заміри Гаджієвої в Азербайджан.

## Непояснений дохід

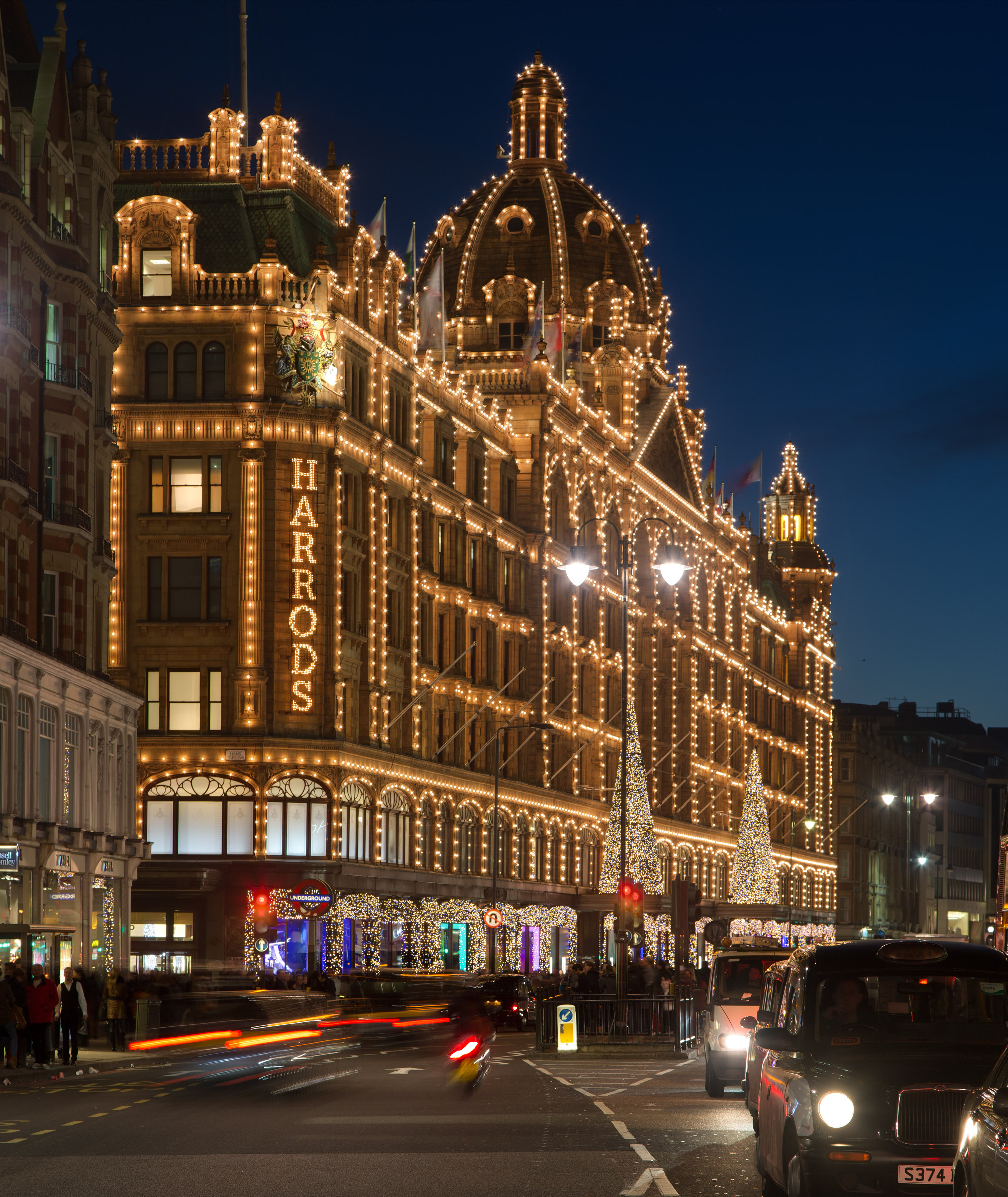
Гарродс уночі, 2012

Від моменту прибуття до Великої Британії Гаджієва витратила значні суми, які, за твердженням британської влади, не відповідають офіційній зарплаті її чоловіка. 2018 року вона стала першою людиною, що потрапила, за новим британським антикорупційним законом, під Постанову про непояснені статки.
Гаджієву зобов'язали надати «ясний звіт» про джерело своїх витрат, серед яких:
- У 2006—2016: покупки на 16,3 млн фунтів стерлінгів у елітному лондонському універмазі Гарродс із використанням 54 різних кредитних карток[1][3][13].
- Купівля будинку з п'ятьма спальнями на Волтон-стріт, Найтсбрідж, поруч з Гарродсом, за 11,5 млн фунтів стерлінгів у компанії на Британських Віргінських Островах 2009 року.
- Купівля гольф-клубу і заміського клубу Mill Ride площею 170 акрів у Аскоті[en], Беркшир за 10,5 млн фунтів стерлінгів[14].
- Витрати на 42 млн доларів на літак Gulfstream G550

Від 30 жовтня 2018 року Гаджієва перебуває під вартою, після того, як британська поліція заарештувала її на вимогу азербайджанської влади про екстрадицію через два звинувачення в розтраті.
У листопаді 2018 року Національне агентство з боротьби зі злочинністю конфіскувало в Гаджієвої 49 ювелірних виробів на суму близько 400 000 фунтів стерлінгів. У січні 2019 року в неї конфіскували перстень з діамантом Cartier вартістю близько 1,2 мільйона фунтів стерлінгів.

## Фінанси старшої дочки
Старшу дочку Гаджієвої Лейлу зареєстровано в судових документах як таку, що має портфель акцій вартістю 15 млн фунтів стерлінгів. Вона одружена з Анаром Махмудовим, сином Ельдара Махмудова, колишнього міністра безпеки Азербайджану.